# Карратейрон
Карратейрон (Carrateyron), то есть «извозчик» — псевдоним провансальского поэта XVI века.
Оставил ряд сатирических песен, изданных в первый раз в 1530. Новые издания: «Chansons du Carrateyron» (Марсель, 1855) и в сборнике Gay (Ницца, 1872). В предисловии к изданию 1855 года указывается, что песни не могли быть написаны ранее 1519 года, судя по упоминаемым в них зданиям и архитектурным сооружениям города Экса, которые до этого не были построены. Из этого же анализа следует, что поэт и сам жил и творил в Эксе, а основным сюжетом его сатиры была коммунальная жизнь: законники, мошенники, прокуроры и сборщики налогов.